# TAI T625 Gökbey
TAI T625 Gökbey — турецкий лёгкий двухмоторный транспортно-служебный вертолёт, разработанный Turkish Aerospace Industries.
Первый полёт совершил 6 сентября 2018 года.

## История
Основываясь на успешном опыте освоения производства T129 ATAK, Турция развернула программу создания лёгкого транспортного вертолёта собственной разработки.
Компания Turkish Aerospace Industries приступила к предварительным проектным исследованиям в 2010 году. Проект начался в 2013 году, когда Подсекретариат оборонной промышленности подписал контракт с Turkish Aerospace Industries на разработку многоцелевого вертолёта класса 6 тонн для наземных операций.
Первый макет T625 в коммерческом многоцелевом исполнении впервые публично продемонстрировали в мае 2017 года на проходившей в Стамбуле международной выставке IDEF 2017. Затем, в июне того же года, его можно было увидеть на международном авиасалоне в Ле-Бурже. После утверждения 29 сентября 2017 года технического проекта началось изготовление первого прототипа T625. Во второй половине августа 2018 года были успешно проведены предшествующие первому полёту наземные испытания, и 6 сентября 2018 года прототип T625 впервые поднялся в воздух. Машина оторвалась от земли, выполнила зависание и небольшие маневрирования. Состоявшийся в Анкаре первый полёт продолжался около 20 минут.

## Описание
Gökbey выполнен по классической схеме с пятилопастным несущим винтом диаметром 13,2 м и четырёхлопастным рулевым винтом. Максимальная взлётная масса составляет 6050 кг, он может использоваться для перевозки 12 пассажиров (при экипаже из двух человек). Просторная кабина может быть приспособлена для удовлетворения различных эксплуатационных потребностей, таких как VIP-транспорт, скорая помощь и поисково-спасательные операции. T625 спроектирован и оптимизирован, чтобы соответствовать и превосходить многоцелевые требования для жарких и высокогорных географических условий, а также для неблагоприятных погодных условий. Вертолёт T625 Gokbey включает в себя несколько новых технологических функций, обеспечивающих высочайший уровень безопасности и эксплуатационных преимуществ для операторов. Турецкое председательство в оборонной промышленности подтвердило, что оно получило множество патентов на различные подсистемы, используемые в T625.
Вертолёт TAI T625 Gokbey оснащён четырёхосной системой автоматического управления полётом с двойным резервированием, а также стеклянной кабиной Aselsan с двумя широкоэкранными интегрированными дисплеями задач (8х20 дюймов) и двумя сенсорными блоками управления для ввода данных (8х10 дюймов). Оснащён отечественным двигателем TS1400, разработанным и изготовленным TEI совместно с национальными предприятиями.

## ТТХ
Общие характеристики:
- Экипаж: 2
- Вместимость: 12 пассажиров
- Длина: 15,87 м
- Максимальный взлётный вес: 6050 кг
- Силовая установка: 2 турбовальных двигателя TEI TS1400 мощностью 1024 кВт (1400 л. с.) каждый[8].
- Диаметр несущего винта: 13,2 м
- Максимальная скорость: 306 км/ч
- Крейсерская скорость: 278 км/ч
- Дальность: 740 км
- Практический потолок: 6096 м